# فريال حسين
فريال حسين (7 يوليو 1954 -) إعلامية عراقية.

## عنها
هي زوجة المخرج المسرحي سليم الجزائري ووالدة الفنانة ريام الجزائري وميس التي لم تعرف بالفن. بدأت فريال حسين حياتها الإعلامية بعد تخرجها من جامعة بغداد كلية الآداب القسم الإنكليزي عام 1972 فالتحقت بإذاعة وتلفزيون بغداد لتقديم برامج ثقافية وفنية، وأول برنامج لها كان آفاق الفن مع الفنان نوري الراوي كما عملت كمذيعة ربط في تلفزيون بغداد القناة الأولى.. ومقدمة ومعدة للعديد من البرامج كبرنامج حروفنا الجميلة وبرنامج من المكتبة السينمائية الذي كان يقدم أبرز الأفلام الأجنبية الحائزة على جوائز الأوسكار مع إجراء مقابلة مع المختصين بالفن السابع.. بعدها برنامج [لوحة وفنان] حيث سجلت أكثر من مئتي ساعة تلفزيونية لأغلب الفنانين التشكيليين العراقيين والعرب والأجانب، فضلا عن برامج حوارية مع أبرز الفنانين العراقيين الرواد والأدباء الأجانب الذين زاروا العراق مثل أسامة أنور عكاشة والأديب الدكتور يوسف إدريس والممثل العالمي أنتوني كوين والكاتب العالمي الشهير ألبرتو مورافيا مع بعض التغطيات التلفزيونية لعدد من المهرجانات الدولية كمهرجان المسرح العربي ومهرجان المربد ومهرجان الفن التشكيلي العالمي بدورتيه 1986 و1988.
غادرت العراق إلى الأردن عام 1995 بعد تعرضها للاعتقال والتعذيب والمطاردة ثم انتقلت مع عائلتها إلى السويد عام 1999، وعملت في أحد البرامج الثقافية كرسامة ومدرسة رسم. في أواخر عام 2001 انتقلت إلى عاصمة التشيك براغ للالتحاق بإذاعة أوروبا الحرة-إذاعة الحرية والانضمام إلى كادر إذاعة العراق الحر حيث تعمل مذيعة ومعدة ومقدمة ومنتجة لبرامج اجتماعية وثقافية وسياسية.